# Adolfo Osta
Adolfo Osta Pérez (Pamplona, 28 de gener de 1966) és un cantant de músiques d'arrel tradicional i medieval reconegut artísticament com a Adolfo Osta.

## Trajectòria artística
Adolfo Osta viu a Barcelona des que va venir a estudiar a la Universitat de Barcelona Filologia Hispànica. Cantant que barreja el cor i l'energia amb una formació acadèmica, abans de pujar als escenaris cantava als carrers la música de Silvio Rodríguez, Luis Eduardo Aute, Amancio Prada o la seva estimada Joan Baez. El gènere que més l'identifica és la música tradicional de tot Europa. Ha gravat peces en les diverses llengües que es parlaven a Europa durant l'època medieval. La seva veu personal i trobadoresca, aconsegueix fer versemblants i vives les lletres de les velles cançons. Juntament amb el músic català Toni Xuclà, Adolfo edita el 1998 un disc amb textos de Lorca. Cal destacar la seva col·laboració amb personalitats de la música tradicional com Rosa Zaragoza i de la cançó d'autor i la poesia com Ester Formosa.

## Discos
- "Lonja paraula d'amar" (Tecnosaga, 1992).
- Pase el agoa (Tecnosaga, 1993)
- "Amor, ei" (Tecnosaga, 1997).
- "Te mandaré mi corazón caliente" (Ventilador Music, 1998).
- "Alba que no tiene tarde" (Ventilador Music, 2000).
- "Avedivare" (Ventilador Music, 2002).
- "Perquè vull i altres cançons" (Ventilador Music, 2005) juntament amb Ester Formosa.
- "Maravia - Cançons de mariners, pelegrins i mercaders" (Ventilador Music, 2008).
- La vida, anar tirant, segon treball discogràfic amb Ester Formosa. (Ventilador Music, 2013)